# Cuaderno italiano (Goya)

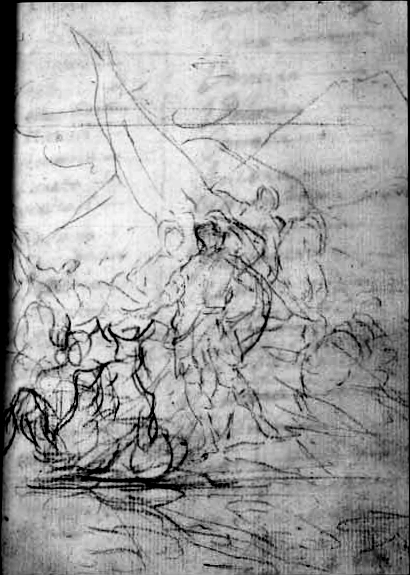
Cuaderno italiano, pág. 37. Apunte preparatorio del cuadro Aníbal vencedor contempla por primera vez Italia desde los Alpes.

El Cuaderno italiano es un cuaderno de dibujos originales y textos autógrafos de Francisco de Goya realizado durante su viaje a Italia en 1770, compuesto por 83 hojas de papel verjurado blanco. El artista lo compró para su uso en el transcurso de su recorrido por este país y fue fabricado en la localidad italiana de Fabriano.
Recoge además de obras de creación, estudios de dibujo, representaciones de monumentos arquitectónicos y copias de obras pictóricas que contempló en su estancia italiana, que supuso un hito en su aprendizaje. Dibujó mediante las técnicas del lápiz, la sanguina y la tinta.
Un estilo académico caracteriza estos dibujos. En la hoja 64v y la 65r se hallan los bosquejos iniciales de La Virgen del Pilar y Muerte de San Francisco Javier, dos cuadros religiosos hoy localizados en el Museo de Zaragoza. Muy importantes son, además, los estudios y bocetos que hizo para el cuadro Aníbal vencedor contempla por primera vez Italia desde los Alpes, con el que se presentó en 1771 a un concurso convocado por la Academia de Bellas Artes de Parma un año antes; Goya ganó el segundo premio. El cuadro se dio por perdido durante doscientos años y fue identificado por el experto Jesús Urrea en 1994: se hallaba colgado como obra anónima en la Quinta de Selgas de Cudillero (Asturias). Tras exhibirse en préstamo en el Museo del Prado durante casi un decenio, en 2020 la fundación de Amigos del Prado adquirió esta pintura por 3,3 millones de euros y la donó a la pinacoteca madrileña.
Los textos, algunos sobreescritos más tarde, recogen noticias familiares, como la de su boda o el nacimiento de sus hijos. En octubre de 1993 fue adquirido para el Gabinete de Dibujos, Estampas y Fotografías del Museo del Prado, por 110 millones de pesetas, con fondos del legado Villaescusa. 